# Karin Luts
Karin Luts foi uma pintora e artista gráfica estoniana.

## Biografia
Karin Luts nasceu em Riidaja, no Condado de Valgamaa, filha de Andres e Juuli Mari Luts (nascida Gentalen) em abril de 1904, onde era uma das três irmãs, Lonny, Meta e Karin, e um irmão Elmar. Seu pai era professor. Ela completou seus estudos no Pärnu Estonian School Society Progymnasium em 1922 e estudou com o artista Konstantin Süvalo. Luts então foi para a Faculdade de Arte em Pallas, Tartu, para estudar com Konrad Mägi. Quando Mägi morreu, ela continuou com Ado Vabbe. Luts aprendeu gravura e litografia com Magnus Zeller e se formou em 1928. Em 1928, Luts passou um ano na Académie de la Grande Chaumière com André Lhote antes de retornar à Estônia para trabalhar como artista em Tallinn.